# Phengaris atroguttata
Phengaris atroguttata – gatunek motyla z rodziny modraszkowatych (Lycaenidae). Zasięg gatunku obejmuje północno-wschodnie Indie, zachodnie Chiny oraz Tajwan. Larwy początkowo rozwijają się w kwiatostanach niektórych gatunków roślin z rodziny jasnotowatych, następnie są aktywnie adoptowane przez mrówki z rodzaju wścieklic (Myrmica). Wewnątrz mrowisk są częściowo karmione pokarmem przynoszonym przez robotnice, ponadto przejawiają zachowania drapieżnicze uzupełniając dietę larwami mrówek

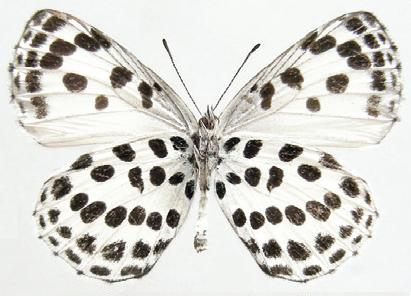
Spodnia strona skrzydeł Phengaris atroguttata